# Maerua crassifolia
Maerua crassifolia är en kaprisväxtart som beskrevs av Peter Forsskål. Maerua crassifolia ingår i släktet Maerua och familjen kaprisväxter. Inga underarter finns listade i Catalogue of Life.